# Dimophora vesca
Dimophora vesca är en stekelart som beskrevs av Dasch 1979. Dimophora vesca ingår i släktet Dimophora och familjen brokparasitsteklar. Inga underarter finns listade i Catalogue of Life.